# Plužine (município)
Plužine é um município de Montenegro. Sua capital é a vila de Plužine.

## Principais localidades
- Plužine - capital
- Trsa
- Bukovac
- Donja Brezna
- Miljkovac
- Borichje
- Goransko
- Lisina
- Mratinje

## Demografia
De acordo com o censo de 2003 a população do município era composta de:
- Sérvios (60,57%)
- Montenegrinos (32,60%)
- Muçulmanos por nacionalidade (0,02%)
- Croatas (0,02%)
- outros (0,28%)
- não declarados (6,49%)

## Independência de Montenegro
No referendo realizado no dia 21 de Maio de 2006 que decidiu pela independência de Montenegro, os números do município foram os seguintes:
- total de eleitores cadastrados: 3.329
- eleitores que votaram: 2.959
- votos a favor da manutenção da união com a Sérvia: 2.230 (75,70%)
- votos a favor da independência de Montenegro: 716 (24,30%)